# پگاه (شرکت)
شرکت صنایع شیر ایران معروف به پگاه (به انگلیسی: Pegah) شرکت لبنیاتی ایرانی است که دفتر مرکزی آن در تهران قرار دارد.
شرکت صنایع شیر ایران در سال ۱۳۳۳ به‌عنوان نخستین کارخانهٔ شیر پاستوریزه و فراورده لبنی ایران گشایش یافت و نخستین سری از محصولاتش، طیف گسترده‌ای از فراورده‌های لبنی همانند شیر، شیرکاکائو، ماست، دوغ، بستنی، پنیر، کره و کشک بود. در دهه‌های ۱۳۴۰ و ۱۳۵۰ نیز زیرساخت تازه‌ای برایش ایجاد شد و از سال ۱۳۴۹ شرکت مسئولیت پخش شیر رایگان در آموزشگاه‌های ایران را بر عهده داشت. پس از انقلاب ۱۳۵۷، بر پایهٔ تبصرهٔ نخست ماده واحده مصوب سال ۱۳۵۸ و شورای انقلاب اسلامی، شرکت تهیه و توزیع شیر ایران با ۷ کارخانهٔ نیمه‌تمام شیر پاستوریزه و استرلیزه در مراکز استان‌های ایران که پس از انقلاب ناتمام ماندند، در شرکت سهامی صنایع شیر ایران در هم آمیخته شدند. هم‌اکنون، بزرگ‌ترین شرکت صنعتی ایران در صنعت شیر است.
برند پگاه در سال‌های ۱۳۹۱ و ۱۳۹۲ در دهمین و یازدهمین جشنواره ملی قهرمانان صنعت ایران به عنوان یکی از ۱۰۰ برند برتر ایران شناخته شده‌است.

## پیشینه

### دوران نخستین
طرح ساخت نخستین کارخانهٔ تولید و بسته‌بندی شیر و فراورده لبنی با نام کارخانهٔ شیر پاستوریزه تهران، از راه موافقت‌نامه‌ای میان سازمان برنامه و وزارت بهداری شاهنشاهی ایران و یونیسف (از سازمان ملل متحد) در سال ۱۳۳۳ پی ریزی شد.
پس از اجرای ساختمان و جای‌گذاری ماشین‌های تولیدی، کارخانهٔ شیر پاستوریزهٔ تهران با گنجایش تولید روزانه ۴۵ تن پدیدار گشت و به این شکل، نخستین کارخانهٔ تولید لبنیات بهداشتی و صنعتی در آبان ۱۳۳۶ در ایران گشایش یافت و بهره‌برداری از آن، آغاز شد. در روز نخست بهره‌برداری از کارخانه، ۴۸۰۰ کیلوگرم شیر خام فرآوری شد و نخستین کالاهای تولیدشده در این کارخانه، شامل شیر پاستوریزه در شیشه‌های یک‌دوم و یک‌چهارم لیتری، شیرکاکائو، ماست، دوغ، بستنی لیوانی، بستنی کیلوئی در مزه‌های گوناگون، پنیر خامه‌ای، پنیر بسته‌بندی در حلب، پنیر پروسس، کره و کشک بود. ساخت و راه افتادن چنین کارخانه‌ای، در آن دوران، پیش تحولی اساسی در صنعت دامداری و دامپروری در ایران شمرده شده‌است.

### گسترش برند و ایجاد زیرساخت تازه
وزارت تولیدات کشاورزی و مواد مصرفی در سال ۱۳۴۷ اساسنامهٔ شرکت سهامی صنایع شیر ایران را که در این هنگام شامل زیرمجموعه‌هایی چون کارخانه‌های تهران، تبریز و شیراز بود، ایجاد کرد و به تصویب رساند. از سال ۱۳۴۹ نیز شرکت مسئولیت پخش شیر رایگان در آموزشگاه‌های ایران را بر عهده داشت. با بنیان‌گذاری شرکت سهامی صنایع شیر ایران و گسترش نیاز به افزایش توان تولیدی کارخانهٔ تهران، ساختن بخش‌های تولیدی تازه شروع شد و کارخانه‌های شیر پاکتی استریل با ظرفیت ۵٫۵ تن در ساعت، در سال ۱۳۵۰ و کارخانه‌های پانصد تنی و خوراک کودکان در سال ۱۳۵۵، به بهره‌برداری رسیدند. همچنین در سال ۱۳۵۲ نیز شرکت تهیه و توزیع شیر ایران، با سرمایه‌هایی از بانک‌های صنعت و معدن و کشاورزی پدیدار گشت که در کارخانه‌هایش، با شیر خشک و کره وارداتی شیر بازساخته آماده می‌شد و در بسته‌بندی پاکتی سه‌گوش، به مدرسه‌ها داده می‌شد.

### پس از انقلاب ۱۳۵۷
پس از انقلاب ۱۳۵۷، بر پایهٔ تبصرهٔ نخست ماده واحده مصوب سال ۱۳۵۸ و شورای انقلاب اسلامی، شرکت تهیه و توزیع شیر ایران با ۷ کارخانهٔ نیمه‌تمام شیر پاستوریزه و استرلیزه در مراکز استان‌های ایران که پس از انقلاب ناتمام ماندند، در شرکت سهامی صنایع شیر ایران در هم آمیخته شدند. کمی بعد، اجرایی شدن طرح ادغام رخ داد و ساخت، جای‌گذاری و راه‌اندازی کارخانه‌های نیمه‌تمام، شروع شد و کار اجرایی کارخانهٔ شیر منطقه‌ای کرمان به عنوان نخستین کارخانه آماده شده برای بهره‌برداری از این سری، در سال ۱۳۶۱ به پایان رسید و پس از آن نیز کارخانه‌های دیگری چون گرگان، زنجان، همدان، گیلان، خرم‌آباد و خوزستان گشایش یافتند. در سال ۱۳۷۹ نیز کارخانهٔ جدای شیر و لبنیات پاستوریزهٔ ارومیه برای این شرکت خریداری گردید و به شرکت سهامی صنایع شیر ایران پیوست.
در آبان ۱۳۹۹، تابناک گزارشی کرد که می‌گفت این شرکت با چالش‌هایی جدی روبرو شده‌است. همچنین از نبود مدیرعامل یا سرپرست متخصص و نبود شفافیت در زیر مجموعه‌های شرکت، نوشت. با این حال، اشاره کرد که در این دوره این شرکت، بزرگ‌ترین شرکت صنعتی در صنایع شیر ایران بوده‌است.
در سال ۱۴۰۰، غلامرضا شریعتی، رئیس وقت سازمان ملی استاندارد ایران و هیئت‌همراهش، در بازدید از پگاه تهران، اعلام داشت که پگاه از اندک شرکت‌های ایران این دوره بوده‌است که استانداردهای درونی تدوین‌شده دارد که سخت‌گیرانه بوده و از استانداردهای ملی ایران نیز سخت‌گیرانه‌تر هستند.

## کالاهای تولیدی و بازار هدف
این مجموعه با تولید شیر، ماست، خامه، کره، پنیر، دوغ، بستنی، آب‌میوه، پودرهای شیری (پودرآب‌پنیر، شیرخشک و MPC)، کشک و نوشیدنی‌های گازدار طبقه‌بندی می‌شود.

### بازار جهانی
در خرداد ۱۴۰۰، مدیرعامل شرکت صنایع شیر ایران گفت که در این دوره، شرکت صنایع شیر ایران روزی ۳۵۰۰ تن شیر خام می‌گیرد که ۱۵ درصد از آن را به صادرات اختصاص داده‌است و میزان صادراتش در سال گذشته از این تاریخ، ۷۴ میلیون دلار بوده‌است.

## بخش‌های زیرین و هلدینگ
هلدینگ صنایع شیر به‌عنوان بزرگ‌ترین تولیدکننده لبنیات در خاورمیانه دارای 27 زیرمجموعه تولیدی و لجستیکی می‌باشد که در نوع خود در منطقه بی‌نظیر می‌باشد.
- پگاه آذربایجان شرقی
- پگاه آذربایجان غربی
- پگاه اراک
- پگاه اصفهان
- پگاه تهران
- پگاه زنجان
- پگاه خراسان
- پگاه خوزستان
- پگاه فارس
- پگاه کرمان
- پگاه گلستان
- پگاه گلپایگان
- پگاه گیلان
- پگاه لرستان
- پگاه همدان
- پگاه گناباد
- شیر خشک نوزاد شهرکرد
- پخش سراسری بازارگستر پگاه
- ساخت ماشین آلات و تحقیقاتی پگاه
- صنایع بسته‌بندی پگاه
- بازرگانی صنایع شیر ایران
- سرمایه‌گذاری آتیه پگاه
- کشت و صنعت پگاه فارس
- کشت و صنعت پگاه همدان
- کشت و صنعت پگاه سلماس
- کشت و صنعت صبا پگاه الیگودرز
- کشت وصنعت صنایع شیر ایران (گیلان)

## از نظر قانونی، سهامداران و برندها
سهامداران صنایع شیر ایران شامل:
- صندوق بازنشستگی کشوری،
- شرکت سرمایه‌گذاری صندوق بازنشستگی (سهامی عام)(نماد شرکت در بورس: وصندوق)،
- شرکت توسعه صنایع بهشهر (سهامی عام)(نماد شرکت در بورس: وبشهر) و
- شرکت سرمایه‌گذاری گروه صنایع بهشهر ایران (سهامی عام)(نماد شرکت در بورس: وصنا) می‌باشند.[۳]

### برند پگاه
برند پگاه در سال‌های ۱۳۹۱ و ۱۳۹۲ در دهمین و یازدهمین جشنواره ملی قهرمانان صنعت ایران به عنوان یکی از ۱۰۰ برند برتر ایران شناخته شد. در رده‌بندی اعلام شده از سوی این سازمان، شرکت صنایع شیر ایران (پگاه) با فروش حدود ۲۴۰۰۰ میلیارد ریالی عنوان بزرگ‌ترین شرکت فعال در حوزه صنایع غذایی ایران را در سال مالی ۱۳۹۴ به خود اختصاص داد.

## دستاوردها و افتخارات
این شرکت دارای دستاوردهای کشوری و جهانی است؛ همچون:
- دریافت گواهینامه بین‌المللی استقرار سیستم‌های مدیریتی ایزو ۱۰۰۰۲، ۱۰۰۱۵، ۵۰۰۰۱ و ۵ اس در خصوص رسیدگی به شکایت مشتریان، نظام آموزش، مدیریت انرژی و نظام آراستگی توسط پگاه گلپایگان و پگاه خراسان و پگاه ارومیه
- دریافت گواهینامه مدیریت مواد غذایی ایزو۲۲۰۰۰ توسط پگاه ارومیه
- دریافت گواهینامه بین‌المللی ایزو ۹۰۰۱ سیستم مدیریت کیفیت توسط صنایع بسته‌بندی
- دریافت ۶۴ گواهینامه نشان ایمنی و سلامت از سازمان غذا و دارو
- دریافت گواهینامه رضایت مندی مشتری از کانادا توسط دفتر مرکزی صنایع
- دریافت گواهینامه بین‌المللی استاندارد مسئولیت اجتماعی توسط پگاه گلستان
- دریافت گواهینامه بین‌المللی سیستم‌های مدیریتی از توف نورد آلما[۱۱]